# Mons universitet
Mons universitet franska: Université de Mons är ett universitet beläget i Mons i Belgien, bildat efter sammanslagningen av Faculté Polytechnique de Mons och Université de Mons-Hainaut. Sammanslagningen blev klar 2009 och är ett fransktalande universitetet.

## Hedersdoktorer
Den svenska klimataktivisten Greta Thunberg utsågs tillsammans med den brittiska ekonomen Nicholas Stern och den tidigare franska miljöministern Nicolas Hulot till hedersdoktorer av universitetet 2019. De får utmärkelsen för att de på olika sätt har bidragit till att öka medvetenheten om hållbar utveckling.